# Toko Baru
Toko Baru ist eine osttimoresische Aldeia. Sie liegt im Nordwesten des Sucos Bidau Santana (Verwaltungsamt Cristo Rei, Gemeinde Dili). In Toko Baru leben 1675 Menschen (2015).

## Lage und Einrichtungen
Toko Baru liegt im Nordwesten von Bidau Santana. Westlich von Toko Baru, jenseits des Mota Bidau, liegt das Verwaltungsamt Nain Feto mit dem Suco Acadiru Hun, östlich, jenseits des Mota Claran die Aldeia Manu Mata. Die Aldeia Bidau Mota Claran schließt sich nördlich der Rua Edan (ehemals Rua Barros Gomes) an Toko Baru an. Im Süden liegt, jenseits der Rua Hospital Nacional Bidau, der Suco Culu Hun. Die Rua Edan und die Rua Hospital Nacional Bidau überqueren jeweils über Brücken die beiden Flüsse der Aldeia. Eine Fußgängerbrücke führt zusätzlich über den Mota Bidau.
In Toko Baru befindet sich das Waisenhaus der Dominikanerschwestern und die Kapelle Bidau Toko Baru.